# Tríade de Beck
A tríade de Beck é um conjunto de três sinais médicos associados ao tamponamento cardíaco, uma emergência médica na qual ocorre acúmulo de fluido no espaço pericárdico ao redor do coração, limitando a capacidade cardíaca de bombear o sangue. Resulta numa tríade sintomática composta por:
- Hipofonese de sons cardíacos/bulhas ou bulhas/sons cardíacos abafados
- Hipotensão arterial
- Ingurgitamento jugular

Este conceito foi criado por Claude Beck que foi assistente hospitalar e posteriormente professor de cirurgia cardiovascular na Universidade de Case Western Reserve.
Quando ocorre choque cardiogênico, a tríade de Beck vem acompanhada de taquicardia. O tamponamento cardíaco pode ser corrigido com uma pericardiocentese, também conhecida como punção de Marfan.